# Presidents Cup

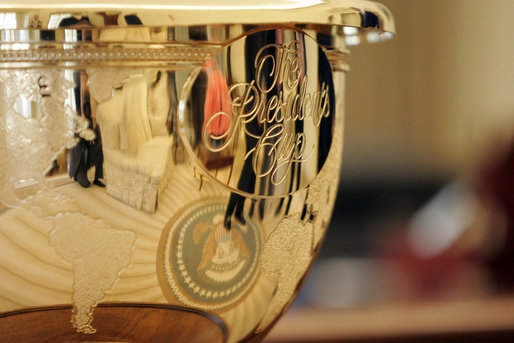
Trophäe des Presidents Cup

Der Presidents Cup ist ein zweijährlicher Mannschaftswettbewerb für Golfprofessionals, der nach dem Vorbild des Ryder Cup alle zwei Jahre zwischen Golfern aus den USA und jenen aus dem „Rest der Welt“ (mit Ausnahme von Europa) ausgetragen wird.

## Geschichte
Auf Initiative der US-amerikanischen PGA Tour gegründet, wurde der Wettbewerb erstmals 1994 ausgetragen und zu Ehren des früheren US-Präsidenten Gerald Ford, der die Schirmherrschaft übernommen hatte, Presidents Cup getauft. 1994 und 1996 fand die Veranstaltung in den USA statt, seit 1998 wechselt der Austragungsort jeweils zwischen den USA und einem Ort anderswo auf der Welt. Da der Ryder Cup 2001 nicht ausgetragen und auf das folgende Jahr verschoben wurde, findet der Presidents Cup seither in Jahren mit einer ungeraden Zahl statt, zeitgleich mit der Seve Trophy.
2017 überreichte mit Donald Trump erstmals ein amtierender US-Präsident die Siegertrophäe an das Gewinnerteam.

## Format
Wie beim Ryder Cup bestehen die Teams aus jeweils 12 Spielern und einem nicht mitspielenden Kapitän (non-playing captain), der für die Aufstellungsvarianten zuständig ist. Anders als beim Ryder Cup geht der Wettbewerb seit 2003 über 4 Tage und alle 12 Spieler jedes Teams sind in den je 6 Doppelbegegnungen (Foursomes und Fourballs) am 1. und 2. Tag im Einsatz. Am 3. Tag setzt bei den 5 Doppelbegegnungen pro Team jeweils ein Spieler aus. Am letzten Tag geht es wieder zu wie beim Ryder Cup, d. h., es finden 12 Einzelspiele statt. Es werden also insgesamt 34 Punkte/Matches ausgespielt, während es beim Ryder Cup nur 28 sind. Ein weiterer wichtiger Unterschied besteht darin, dass – solange der Cupsieger nicht ermittelt ist – die Einzelmatches über ein Stechen weitergespielt werden, bis ein Sieger feststeht.
Seit 2015 werden nur noch 30 Matches gespielt – am 2. Tag werden je 5 Doppel, am 3. Tag dann 4 Doppelbegegnungen in den beiden Formaten gespielt.

## Resultate
| Jahr | Platz                                                | Ort                              | Sieger        | Sieger | Verlierer     | Verlierer | Kapitäne                                                    |
| ---- | ---------------------------------------------------- | -------------------------------- | ------------- | ------ | ------------- | --------- | ----------------------------------------------------------- |
| 2024 | Royal Montreal Golf Club                             | Montreal, Kanada                 | USA           | 18½    | International | 11½       | Jim Furyk Vereinigte Staaten Mike Weir Kanada               |
| 2022 | Quail Hollow Club                                    | Charlotte, North Carolina, USA   | USA           | 17½    | International | 12½       | Davis Love III Vereinigte Staaten Trevor Immelman Südafrika |
| 2019 | Royal Melbourne Golf Club                            | Melbourne, Australien            | USA           | 16     | International | 14        | Tiger Woods Vereinigte Staaten Ernie Els Südafrika          |
| 2017 | Liberty National Golf Club                           | Jersey City, New Jersey, USA     | USA           | 19     | International | 11        | Steve Stricker Vereinigte Staaten Nick Price Simbabwe       |
| 2015 | Jack Nicklaus Golf Club Korea                        | Incheon, Südkorea                | USA           | 15½    | International | 14½       | Jay Haas Vereinigte Staaten Nick Price Simbabwe             |
| 2013 | Muirfield Village                                    | Dublin, Ohio, USA                | USA           | 18½    | International | 15½       | Fred Couples Vereinigte Staaten Nick Price Simbabwe         |
| 2011 | Royal Melbourne Golf Club                            | Melbourne, Victoria, Australien  | USA           | 19     | International | 15        | Fred Couples Vereinigte Staaten Greg Norman Australien      |
| 2009 | Harding Park Golf Club                               | San Francisco, Kalifornien, USA  | USA           | 19½    | International | 14½       | Fred Couples Vereinigte Staaten Greg Norman Australien      |
| 2007 | Royal Montreal Golf Club                             | Île Bizard, Québec, Kanada       | USA           | 19½    | International | 14½       | Jack Nicklaus Vereinigte Staaten Gary Player Südafrika      |
| 2005 | Robert Trent Jones Golf Club                         | Gainesville, Virginia, USA       | USA           | 18½    | International | 15½       | Jack Nicklaus Vereinigte Staaten Gary Player Südafrika      |
| 2003 | Fancourt Hotel and Country Club Estate, Links Course | George, Western Cape, Südafrika  | Sieg geteilt° | 17     | Sieg geteilt  | 17        | Jack Nicklaus Vereinigte Staaten Gary Player Südafrika      |
| 2000 | Robert Trent Jones Golf Club                         | Gainesville, Virginia, USA       | USA           | 21½    | International | 10½       | Ken Venturi Vereinigte Staaten Peter Thomson Australien     |
| 1998 | Royal Melbourne Golf Club, Composite Course          | Black Rock, Victoria, Australien | International | 20½    | USA           | 11½       | Jack Nicklaus Vereinigte Staaten Peter Thomson Australien   |
| 1996 | Robert Trent Jones Golf Club                         | Gainesville, Virginia, USA       | USA           | 16½    | International | 15½       | Arnold Palmer Vereinigte Staaten Peter Thomson Australien   |
| 1994 | Robert Trent Jones Golf Club                         | Gainesville, Virginia, USA       | USA           | 20     | International | 12        | Hale Irwin Vereinigte Staaten David Graham Australien       |

° Im Jahre 2003 gab es ausnahmsweise zwei Sieger: Ernie Els und Tiger Woods waren nach drei gespielten Löchern im Stechen gleichauf, als es zu dunkel wurde und die beiden Kapitäne Gary Player und Jack Nicklaus daraufhin ein Unentschieden vereinbarten.